# Adali
Die Adali (Ad’áli) sind ein Unterclan der Afar, zu dem die Sultane von Raheita und Tadjoura gehören.
Im Amharischen wurde Adal zunächst in Bezug das muslimische Sultanat Adal verwendet. Später wurde es, wie im Oromo, Somali und Harari, zur Bezeichnung für sämtliche Afar.